# Forannan de Waulsort
Saint Forannan de Waulsort, mort le 30 avril 982, était abbé de Waulsort, au sud de Dinant (Belgique). Il avait été évêque de Domhnach-Mor ou archevêque d’Armagh en Irlande. 

## Biographie
À la suite d’un rêve, il renonce à l’épiscopat et prend la mer avec un groupe de douze compagnons moines dont les saints Cathróe, Maccalan et Fingen. et remontant la Meuse arrive à Waulsort, la Vallis decora du songe qu'il a eu. 
En 962, il est moine à Waulsort puis abbé la même année. Pour des affaires liées à l'abbaye il fait le voyage de Rome et, lors du voyage de retour, séjourne quelque temps à l'abbaye de Gorze (Moselle). Il y cherche une formation à la règle de Saint-Benoît estimant devoir la rétablir dans toute sa rigueur à Waulsort.   
De retour à Waulsort il redonne vigueur spirituelle à la vie monastique, embellit et consacre l'église y faisant transférer (de Lagny à Waulsort) des reliques de saint Éloque de Lagny. 
Proche du comte Eilbert de Florennes il en obtient que soit respectée la trêve de Dieu, permettant aux pèlerins de visiter Waulsort. Il accompagne le comte Eilbert durant ses derniers moments (en 977) et lui accorde - ainsi qu'aux membres de sa famille - la sépulture dans l'abbatiale de Waulsort.  

## Vénération et culte
À Waulsort, on célèbre sa fête et on conserve l’étole avec laquelle il guérit la morsure d’un chien enragé. Il est invoqué contre le mal de dent des enfants. Liturgiquement il est commémoré (régionalement) le 26 avril et le 30 avril (jour de sa mort). 

## Liens
- Notice dans un dictionnaire ou une encyclopédie généraliste :   - Oxford Dictionary of National Biography